# Dražen Bošnjaković
Dražen Bošnjaković (ur. 6 stycznia 1961 w Vukovarze) – chorwacki polityk i prawnik, parlamentarzysta, działacz Chorwackiej Wspólnoty Demokratycznej (HDZ), w latach 2010–2011 i 2017–2020 minister sprawiedliwości.

## Życiorys
W 1985 ukończył studia prawnicze na Uniwersytecie w Zagrzebiu, w 1997 zdał egzamin zawodowy. Pracował jako prawnik w administracji miasta Ivanić-Grad, a od 1993 do 1997 był sekretarzem administracji żupanii sisacko-moslawińskiej. W 1997 zajął się prowadzeniem własnej kancelarii prawniczej.
Zaangażował się w działalność polityczną w ramach Chorwackiej Wspólnoty Demokratycznej. W wyborach w 2003 i 2007 uzyskiwał mandat posła do Zgromadzenia Chorwackiego. W 2008 premier Ivo Sanader powierzył mu stanowisko sekretarza stanu w Ministerstwie Sprawiedliwości. Od lipca 2010 do grudnia 2011 sprawował urząd ministra sprawiedliwości w gabinecie kierowanym przez Jadrankę Kosor.
W 2012 został wiceprzewodniczącym HDZ. W wyniku wyborów w 2015 powrócił w skład chorwackiego parlamentu, utrzymywał mandat również w wyborach w 2016 i 2020.
W czerwcu 2017 powrócił na urząd ministra sprawiedliwości w rządzie Andreja Plenkovicia. Funkcję tę pełnił do lipca 2020.